# Rio Marim
O Rio Marim é um curso de água do arquipélago de São Tomé e Príncipe, localizado no distrito de Lembá, ilha de São Tomé, corre para Oeste até encontrar o mar onde desagua próximo à localidade de Esprainha, depois de passar entre as localidades de Maria Luísa de Campo e José Luís de Campo.